# Deporaus mannerheimii
Deporaus mannerheimii är en skalbaggsart som först beskrevs av Arvid David Hummel 1823.  Deporaus mannerheimii ingår i släktet Deporaus, och familjen rullvivlar. Arten är reproducerande i Sverige.

## Bildgalleri

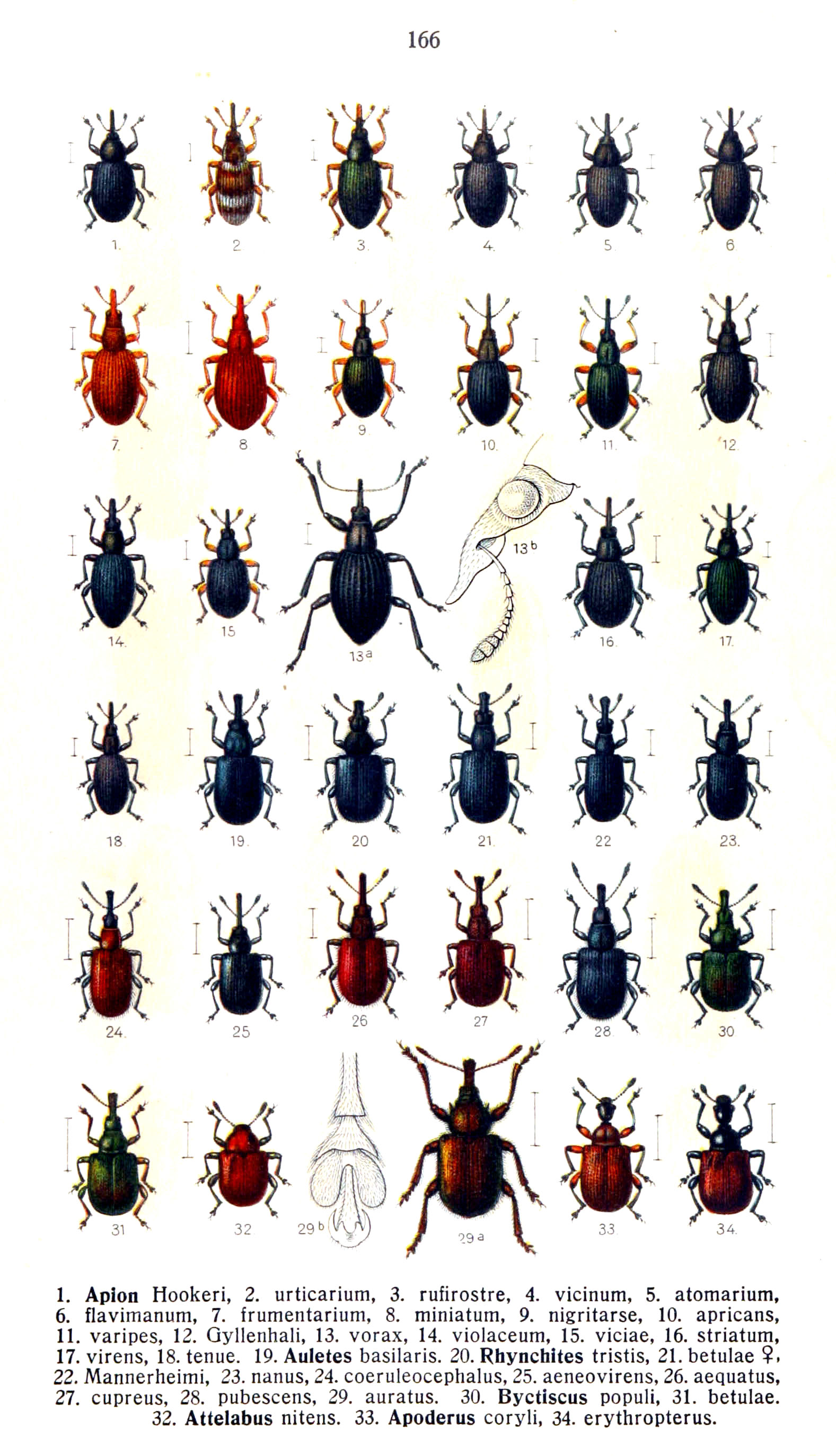